# プロメタジン
プロメタジン（英: promethazine）は、フェノチアジン系化合物で、抗パーキンソン作用や抗ヒスタミン作用を示す有機化合物の一種。通常、抗ヒスタミン薬として分類され抗アレルギー作用などがあるが、古い第一世代抗ヒスタミン薬である。そのため鎮静の副作用が強く、後に改良された第二世代抗ヒスタミン薬が登場した。白色または淡黄白色の粉末。エタノール、酢酸に溶けやすい。
日本では商品名ピレチア、ヒベルナで販売される。不眠症への使用は推奨されない。

## 歴史
フランスの製薬会社ローヌ・プーラン（Rhône-Poulenc、現サノフィ・アベンティス）により開発された（整理番号は3277RP）。
プロメタジンは抗ヒスタミン薬のうち最初期の薬剤であり、持続が短く、鎮静などの副作用が多かったため、後に第二世代抗ヒスタミン薬と呼ばれるこれらの点を改良した薬剤が開発されてきた。

## 薬理
薬理作用として、抗コリン性抗パーキンソン作用、抗ヒスタミン作用（H1受容体を遮断）、抗アナフィラキシー作用、そして中枢神経抑制作用を有する。これにより、鎮静作用、嘔吐抑制作用、抗ムスカリン作用を期待した薬物療法がなされる。例えば、乗り物酔いによる悪心や嘔吐を抑制する作用を有し、この効果は抗ムスカリン作用に由来する。一般にH1受容体拮抗薬は抗ヒスタミン薬と呼ばれ、プロメタジンも通常抗ヒスタミン薬として分類される。

## 用途
抗ヒスタミン薬のほか、使用例としてはかつて販売されていた鎮静催眠薬であるベゲタミンの成分の一つ。他、PL配合顆粒（医療用総合感冒薬）にも含まれており、抗ヒスタミン作用と鎮静作用を担う。
また、依存性や乱用の可能性が低い点から、イギリスではOTC睡眠薬ソミネックスとして販売されている。
一部の抗ヒスタミン薬と同様に、ドーパミン再取り込み阻害作用を有するとされ、モルヒネ・メタンフェタミンなどのドーパミンを遊離させる薬物の効果を高める可能性もある。

### ガイドライン
高齢者での、アレルギー反応の治療には第一世代抗ヒスタミン薬であるプロメタジンではなく、第二世代抗ヒスタミン薬が推奨される。不眠症、特に慢性の場合に第一世代抗ヒスタミン薬は推奨されない。

## 適応
日本においては、ピレチア（Pyrethia、高田）、ヒベルナ（Hiberna、田辺三菱）という商品名で発売されている。ピレチアは錠剤と細粒剤で、ヒベルナには注射剤も存在する。
適応は多岐にわたるが、主に下記の通りである。
- 振戦麻痺
- パーキンソニズム
- 麻酔前投薬
- アレルギー性鼻炎
- 動揺病

## 用法・用量
通常、成人にはプロメタジンとして、5〜25mgを1日1〜3回分割経口投与する。振戦麻痺、パーキンソニズムには、プロメタジンとして1日、25〜200mg適宜分割経口投与する。

## 禁忌
強い抗コリン作用を持つため、下記の患者への投与は禁忌である。
- 閉塞隅角緑内障の患者［抗コリン作用により眼圧が上昇し、症状を悪化させる恐れがある。］
- 前立腺肥大等下部尿路の閉塞性疾患のある患者［排尿困難を悪化させることがある。］

## 副作用など
重大な副作用としては、悪性症候群が知られている。
また、制吐作用を有するため、他の薬剤による中毒、頭蓋内占拠性病変による嘔吐症を不顕在化することもある。